# František Nekolný
František (Franta) Nekolný (26. listopadu 1907 Rakovník – 4. října 1990 Praha) byl československý boxer, boxoval ve velterové a později ve střední váze. Svedl 57 amatérských zápasů (51 výher, 3 nerozhodně, 1 prohra) a 55 profesionálních zápasů (34 výher, 16 proher, 15 nerozhodně).

## Život
Narodil se v Rakovníku, ale ještě jako dítě se přestěhoval se svými rodiči do Berouna. Boxovat začal jako uzenářský učeň v Praze, a to ve smíchovském oddíle BC Praha. První zápas svedl v roce 1926 a už o rok později z něj byl mistr Československa ve velterové váze. V roce 1928 se zúčastnil olympijských her v Amsterdamu, koncem roku 1929 přešel k profesionálům a roku 1931 se stal mistrem Evropy. V Československu v dané době neměl konkurenci a byl také prvním československým boxerem v USA. Boxerskou kariéru ukončil ve 28 letech, poté co se rozešel se svým manažerem Dr. Hrubanem. Nejdříve byl uzenářem, po roce 1948 dělníkem v ČKD. Je označován za největšího průkopníka československého boxu. Kvůli svému stylu rychlé frekvence úderů získal přezdívku „Česká mlátička“.